# Круль, Александра
Александра Круль (пол. Aleksandra Król; род. 20 ноября 1990 года, Закопане, Польша) — польская сноубордистка, выступающая в параллельных дисциплинах, двукратный призёр чемпионатов мира в параллельном гигантском слаломе, призёр этапов Кубка мира, многократная чемпионка Польши.
За карьеру выступала на 9 подряд чемпионатах мира (2009—2025). На чемпионатах мира 2017 и 2019 годов занимала восьмое место в параллельном слаломе. На чемпионате мира 2023 года в Бакуриани завоевала бронзу в параллельном гигантском слаломе. На чемпионате мира 2025 года вновь стала третьей в параллельном гигантском слаломе.

## Результаты на крупнейших соревнованиях

### Зимние Олимпийские игры
| Олимпийские игры | Параллельный слалом | Параллельный гигантский слалом |
| ---------------- | ------------------- | ------------------------------ |
| 2014 Coчи        | 30                  | 9                              |
| 2018 Пхёнчхан    | н/д                 | 11                             |
| 2022 Пекин       | н/д                 | 8                              |

### Чемпионаты мира
| Чемпионат мира     | Параллельный слалом | Параллельный гигантский слалом | Командный параллельный слалом |
| ------------------ | ------------------- | ------------------------------ | ----------------------------- |
| 2009 Канвондо      | 34                  | 41                             | н/д                           |
| 2011 Ла-Молина     | 39                  | 24                             | н/д                           |
| 2013 Стоунхэм      | 29                  | 26                             | н/д                           |
| 2015 Крайшберг     | 20                  | 26                             | н/д                           |
| 2017 Сьерра-Невада | 8                   | 20                             | н/д                           |
| 2019 Парк-Сити     | 8                   | 14                             | н/д                           |
| 2021 Рогла         | 22                  | 14                             | н/д                           |
| 2023 Бакуриани     | 12                  | 3                              | 8                             |
| 2025 Энгадин       | 4                   | 3                              | 21                            |

### Призовые места на этапах Кубка мира (5)
| № | Сезон   | Дата        | Место проведения | Дисциплина                     | Место |
| - | ------- | ----------- | ---------------- | ------------------------------ | ----- |
| 1 | 2012/13 | 23 фев 2013 | Москва           | Параллельный слалом            | 2     |
| 2 | 2018/19 | 8 янв 2019  | Бадгастайн       | Параллельный слалом            | 2     |
| 3 | 2021/22 | 14 янв 2022 | Зимонхёэ         | Параллельный гигантский слалом | 1     |
| 4 | 2022/23 | 10 дек 2022 | Винтерберг       | Параллельный гигантский слалом | 3     |
| 5 | 2022/23 | 15 дек 2022 | Карезза          | Параллельный гигантский слалом | 2     |